# Svelvik
Svelvik är en tätort och stad som till större delen ligger i Drammens kommun i Buskerud fylke i sydöstra Norge. En mindre del av tätorten ligger i Askers kommun i Akershus fylke. Orten ligger vid fylkesväg 319 på västra sidan av Drammensfjorden.
Tidigare har orten utgjort centralort i dåvarande Svelviks kommun.